# K-feldspato
Il K-feldspato o feldspato di potassio (formula KAlSi3O8) è un tectosilicato, cioè un silicato con struttura spaziale.

## Polimorfismo
In natura il K-feldspato può essere trovato in forme con struttura differente (ma stessa composizione) detti polimorfi.

### Microclino
Il Microclino è il feldspato di più bassa temperatura, ed ha simmetria triclina. Tipica è la geminazione di tipo Albite-Periclino ("a graticcio"). Raramente si presenta non geminato.

### Ortoclasio
L'Ortoclasio, a differenza del Microclino, presenta simmetria monoclina. Tipica è la geminazione di tipo Carlsbad.

### Sanidino
Il Sanidino è il feldspato potassico di alta temperatura, con origine vulcanica. Presenta simmetria monoclina.

### Adularia
L'Adularia è il feldspato potassico di bassa temperatura.